# Curtatone
Curtatone is een gemeente in de Italiaanse provincie Mantua (regio Lombardije) en telt 12.877 inwoners (31-12-2004). De oppervlakte bedraagt 67,5 km², de bevolkingsdichtheid is 184 inwoners per km².
De volgende frazioni maken deel uit van de gemeente: Buscoldo, Eremo, Grazie, Levata, Ponteventuno, San Lorenzo en San Silvestro.

## Demografie
Curtatone telt ongeveer 5045 huishoudens. Het aantal inwoners steeg in de periode 1991-2001 met 18,7% volgens cijfers uit de tienjaarlijkse volkstellingen van ISTAT.
| Jaar | Inwoneraantal |
| ---- | ------------- |
| 1991 | 10.410        |
| 2001 | 12.354        |

## Geografie
De gemeente ligt op ongeveer 26 m boven zeeniveau.
Curtatone grenst aan de volgende gemeenten: Borgoforte, Castellucchio, Mantua, Marcaria, Porto Mantovano, Rodigo en Virgilio.

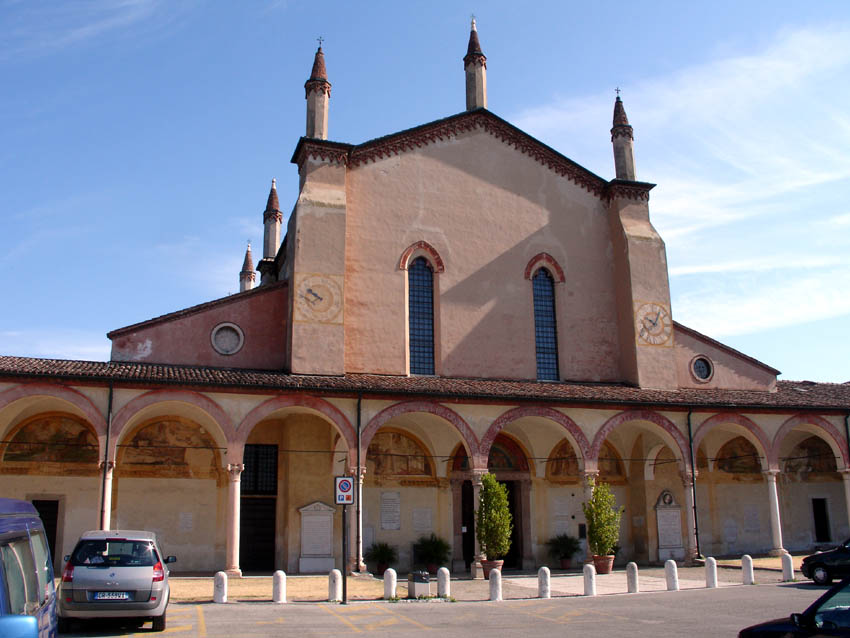

Acquanegra sul Chiese · Asola · Bagnolo San Vito · Bigarello · Borgoforte · Borgofranco sul Po · Bozzolo · Canneto sull'Oglio · Carbonara di Po · Casalmoro · Casaloldo · Casalromano · Castel Goffredo · Castel d'Ario · Castelbelforte · Castellucchio · Castiglione delle Stiviere · Cavriana · Ceresara · Commessaggio · Curtatone · Dosolo · Felonica · Gazoldo degli Ippoliti · Gazzuolo · Goito · Gonzaga · Guidizzolo · Magnacavallo · Mantua · Marcaria · Mariana Mantovana · Marmirolo · Medole · Moglia · Monzambano · Motteggiana · Ostiglia · Pegognaga · Pieve di Coriano · Piubega · Poggio Rusco · Pomponesco · Ponti sul Mincio · Porto Mantovano · Quingentole · Quistello · Redondesco · Revere · Rivarolo Mantovano · Rodigo · Roncoferraro · Roverbella · Sabbioneta · San Benedetto Po · San Giacomo delle Segnate · San Giorgio di Mantova · San Giovanni del Dosso · San Martino dall'Argine · Schivenoglia · Sermide · Serravalle a Po · Solferino · Sustinente · Suzzara · Viadana · Villa Poma · Villimpenta · Virgilio · Volta Mantovana
1. ↑  https://demo.istat.it/?l=it.